# Кубок Одеси з футболу
Кубок Одеси з футболу — кубковий футбольний турнір клубів Одеси. Проводиться під егідою Федерації футболу Одеси.

## Історія
Перший розіграш Кубка Одеси був проведений в 1939 році. У фінальному матчі зустрілися команди групи А — чемпіон Одеси «Харчовик» («Чорноморець») і команда заводу кіноапаратури («Кінап»). У складній боротьбі, як було зазначено в звіті газети «Чорноморська комуна» від 28.05.1939, перемогла команда «Кінап», вигравши з рахунком 3:0. Але сам розіграш, відзначається в тій же публікації, був затьмарений: після гри в роздягальні стадіону якісь хулігани — футболісти з резерву і молодших груп «Харчовик» — почали бійку, очевидно, будучи незадоволеними результатом матчу з кінапівцями.
До війни кубок був розіграний ще двічі. Його володарями стали колективи «Локомотива» і «Водника». Останній незадовго до початку  Великої Вітчизняної війни з найпопулярнішим на ранньому етапі історії Кубка міста рахунком фінальних матчів 3: 0 обіграв «Пролетарську перемогу».
Перша згадка про післявоєнний Кубку Одеси датується серпнем 1947 року, коли в фіналі турніру зустрілися «Харчовик» та ТОВ, яким для визначення переможця довелося провести дві зустрічі, оскільки перша завершилася внічию, а за регламентом того часу замість післяматчевих пенальті передбачалися перегравання на наступний день .
До 1959 року включно Кубок Одеси проводила секція футболу губсовфізкульта і міськспорткомітету, а з 1960-го і по 1991 рр. - міська федерація футболу. Найбільш титулованою командою в цей період було «Торпедо»: за всі часи за кількістю перемог в чемпіонаті Одеси встановив рекорд і в Кубку, завоювавши більше всіх трофеїв (9) і взявши участь в 13-ти фіналах. Ці рекорди не побиті до сих пір.
У 1991 році всі офіційні змагання в міському аматорському футболі перейшли в зону відповідальності Асоціації футболу Одеси, і до 1997 року розіграш Кубка Одеси проводився під її егідою. Але вже в 1998 році керуючої організацією знову стала федерація футболу. З її поверненням оновився і переходить кубковий трофей - його вручали переможцю протягом п'яти розіграшів. Двічі цим кубком володів «Сигнал», по разу - «Водоканал», «Локомотив» і ІРІКОМ. У президента ІРІКОМ Олександра Геврека він і залишився на вічне зберігання. Переможцю розіграшу 2003 «Реал» був вручений тимчасовий кубок, а в 2004 році федерацією був придбаний постійний трофей, який переходить від власника до власника протягом уже 15 років. Найчастіше їм володів «Люксеон» - 4 рази, і поки це кращий показник Кубка Одеси в XXI століття е.
У 2009 році з ініціативи члена виконкому федерації футболу Сергія Іріченко, фінальні матчі стали проводити 2 вересня - в  День міста, що стало традицією, якої неухильно слідували дев'ять років. Істотно відхилилися від календаря організатори в сезоні 2018 року - через пізній початок чемпіонату змістилися строки проведення і кубкового розіграшу, внаслідок чого фінал відбувся тільки в листопаді. При цьому Кубок Одеси-2018 був проведений в пам'ять про екс-гравця «Чорноморця» Сергія Жаркова, який і сам ставав володарем кубка - в складі «Сигналу» в 1998 році і в складі «Водоканалу» в 1999 році.

## Всі фінали
| Сезон      | Володар                            | Фіналіст                       | Рахунок      | Дата          | Стадіон                 | Глядачі |
| ---------- | ---------------------------------- | ------------------------------ | ------------ | ------------- | ----------------------- | ------- |
| 1939       | «Снайпер»                          | «Чорноморець»                  | 3: 0         | 26.05.1939    | стадіон «Харчовик»      |         |
| 1940       | «Локомотив»                        |                                |              |               |                         |         |
| 1941       | «Водник»                           | «Пролетарська перемога»        | 3:0          |               |                         |         |
| 1947       | СКА                                | «Чорноморець»                  | 2:2, 2:0     |               |                         |         |
| 1948       | «Торпедо»                          | «КінАп»                        | 5:1          |               |                         |         |
| 1949       | «Динамо»                           | «Машинобудівник»               | 3:2          | 09.10.1949    | стадіон «Динамо»        |         |
| 1950       | ЗЖР                                | ЗРСС(«Таврія–В»)               | 1:0          | 20.08.1950    |                         |         |
| 1951       | «Чорноморець»                      | «Спартак»                      |              | 28.06.1951    | стадіон «Харчовик»      |         |
| 1952       | СКА                                | «Спартак»                      |              |               |                         |         |
| 1953       | «Торпедо»                          | СКА                            | 4:1          | 26.07.1953    | стадіон СКА             |         |
| 1954       | «Торпедо»                          | «Чорноморець»                  | 2:0          | 27.06.1954    | стадіон «Динамо»        |         |
| 1955       | «Чорноморець»                      | СКА                            | 1:0          | 02.06.1955    | стадіон СКА             | 5000    |
| 1956       | «Торпедо»                          | «Чорноморець»                  | 5:3          | 04.10.1956    | стадіон «Харчовик»      |         |
| 1957       | СКА                                | «Торпедо»                      | 6:0          | 16.06.1957    | стадіон СКА             |         |
| 1958       | СКА                                | «Локомотив»                    | 7:2          | 27.07.1958    | стадіон СКА             |         |
| 1959       | СКА                                | «Локомотив»                    | 3:1          | 17.05.1959    |                         |         |
| 1960       | «Локомотив»                        | «Дзержинець»                   | 5:2          | 14.08.1960    |                         |         |
| 1961       | СКА                                |                                |              |               |                         |         |
| 1962       | СКА                                | СКА-2(в/ч Одеського гарнізону) | 8:0          | 03.07.1962    | стадіон СКА             |         |
| 1963       | «Таксомотор-Автомобіліст»          |                                |              |               |                         |         |
| 1964       | «Торпедо»                          | СКА                            | 1:0 (д.ч.)   | 05-06.07.1954 |                         |         |
| 1965       | «Локомотив»                        | «Дзержинець»                   | 2:1          | 04.07.1965    |                         |         |
| 1966       | «Торпедо»                          | «Локомотив»                    | 2:1          | 16.07.1966    |                         |         |
| 1967       | «Автогенмаш»                       | СКА                            |              | 05.07.1967    |                         |         |
| 1968       | «Спартак»                          | СКА                            | 1:0          | 27.06.1968    |                         |         |
| 1969       | «Автогенмаш»                       | «Автомобіліст»                 |              | 03.07.1969    |                         |         |
| 1970       | «Автогенмаш»                       |                                |              |               |                         |         |
| 1971       | «Локомотив»                        | «Автомобіліст»                 | 3:0 д.ч.     | 19.05.1971    |                         |         |
| 1972       | «Спецмотобаза»                     | «Торпедо»                      | 1:0          | 21.06.1972    | стадіон «Торпедо»       |         |
| 1973       | «Поліграфмаш»                      | «Автогенмаш»                   | 1:0          |               | ЗРСС                    |         |
| 1974       | «Гвардієць»                        |                                |              |               |                         |         |
| 1975       | СКА                                |                                |              |               |                         |         |
| 1976       | «Торпедо»                          | «Кисеньмаш»                    | 3:0          | 25.07.1976    | стадіон ЧМП             |         |
| 1977       | ЗЖР                                | «Торпедо»                      | 3:0          | 07.08.1977    |                         |         |
| 1978       | «Торпедо»                          | ЗЖР                            | 2:0          | 09.07.1978    | стадіон «Торпедо»       |         |
| 1979       | «Торпедо»                          | «Будгідравлика»                | 3:0          | 17.06.1979    | стадіон «Спартак»       |         |
| 1980       | «Таксі-Автомобіліст»               | ЗЖР                            | 4:1          | 24.08.1980    |                         |         |
| 1981       |                                    | «Чорноморець»                  | 2:0          | 31.05.1981    |                         |         |
| 1982       | «Спецмотобаза»                     | ЗРСС                           | 2:0          |               |                         |         |
| 1983       | «Таксі-Автомобіліст»(АТП № 15101)  | «Таксі-Срартак» (АТП № 15102)  | 2:1          |               |                         |         |
| 1984       | «Чорноморець»                      | СКА                            |              | 20.06.1984    |                         |         |
| 1985       | «Динамо»                           | ЗЖР                            | 3:0          | 04.08.1985    | стадіон «Січнівець»     |         |
| 1986       | «Динамо»                           |                                |              |               |                         |         |
| 1987       | «Динамо»                           | ЗЖР                            | 2:0          | 05.07.1987    | стадіон СКА             |         |
| 1988       | «Динамо»                           | «Торпедо»                      | 1:0          | 17.05.1988    | стадіон ОСПО            |         |
| 1989       | «Будгідравлика»                    | «Січнівець»                    | 2:1 д. в.    |               |                         |         |
| 1990       | «Таксі-Автомобіліст» (АТП № 15101) | ЗЖР                            | 1:0          | 13.05.1990    |                         |         |
| 1991       | «Автомобилист» (АТП № 15106)       | «Портофлот»                    | 4:3          | 19.05.1991    | стадіон «Будгідравлика» |         |
| 1992/93    | «Портофлот»                        | «Будгідравлика»                | 5:0          | 15.05.1993    | стадіон ЧМП             |         |
| 1993/94    | ЗЖР                                | «Продмаш»                      | 6:0          | 02.05.1994    | стадіон СКА             |         |
| 1994/95    | «Факел»                            | ЗЖР                            | д. в.        | 02.07.1995    | стадіон СКА             | 1000    |
| 1995/96    | «Портофлот»                        | ЗЖР                            | 1:0          | 12.05.1996    | стадіон СКА             |         |
| 1997       | ЗЖР                                | «Факел»                        | 2:0          | 25.05.1997    | стадіон СКА             | 500     |
| 1998 весна | «Сигнал»                           | «Водоканал»                    | 2:1          | 21.07.1998    | стадіон «Спартак»       | 500     |
| 1998/99    | «Водоканал»                        | «Сигнал»                       | 2:1          | 06.08.1999    | стадіон СКА             | 500     |
| 1999/00    | «Сигнал»                           | «Локомотив»                    | 1:0          | __.07.2000    | стадіон ЧМП             |         |
| 2001       | «Локомотив»                        | ІРІК                           | 3:0          | 27.07.2001    | стадіон ЧМП             | 350     |
| 2002       | ІРІК                               | «Локомотив»                    | д. в.        | 24.09.2002    | стадіон «Чорноморець»   | 200     |
| 2003       | «Реал»                             | «Локомотив»                    | 2:0          | 19.10.2003    | стадіон «Чорноморець»   | 200     |
| 2004       | «Сонячна Долина»                   | «Таврія В-Радіалка»(ЗРСС)      | 2:0          | 10.10.2004    | стадіон «Будгідравлика» | 100     |
| 2005       | «Іван»                             | «Сонячна Долина»               | 1:0          | 30.10.2005    | стадіон «Спартак»       | 200     |
| 2006       | «Іван»                             | «Динамо»                       | 2:0          | 09.09.2006    | стадіон СКА             | 200     |
| 2007       | «Чорноморець»                      | «Дружба народів»(«Локомотив»)  | 5:0          | 09.09.2007    | стадіон «Чорноморець»   | 60      |
| 2008       | «Сонячна Долина»                   | «Реал-Фарм»                    | 4:3(д.в.)    | 09.09.2008    | «Іван–стадіон»          | 100     |
| 2009       | «Реал-Фарм»                        | «Чорноморець»                  | 2:0          | 02.09.2009    | «Іван–стадіон»          | 200     |
| 2010       | «Люксеон»                          | «Сонячна Долина»               | 2:1(д.в.)    | 02.09.2010    | «Іван–стадіон»          | 500     |
| 2011       | «Люксеон»                          | ФК «Одесса»                    | 0:0(пен.4:2) | 02.09.2011    | стадіон «Спартак»       | 500     |
| 2012       | ФК «Одеса»                         | «Бессарабія»                   | 1:0          | 02.09.2012    | «Іван–стадіон»          | 300     |
| 2013       | «Люксеон»                          | «Бастіон»(Чорноморськ)         | 3:2          | 02.09.2013    | стадіон «Спартак»       | 200     |
| 2014       | «SoHo.net»                         | ФК «Одеса»                     | 0:0(пен.2:0) | 02.09.2014    | стадіон «Спартак»       | 250     |
| 2015       | «Атлетік»                          | «Перлина»                      | 0:0(пен.4:3) | 02.09.2015    | стадіон «Спартак»       | 300     |
| 2016       | «Люксеон»                          | «Атлетик»                      | (+:-)        | 02.09.2016    | стадіон «Спартак»       | 200     |
| 2017       | «Реал Фарма»                       | «Люксеон-Олимп»                | 3:2          | 02.09.2017    | «Іван–стадіон»          | 100     |
| 2018       | «Реал Фарма»                       | «Люксеон»                      | 0:0(пен.4:2) | 07.11.2018    | «Іван–стадіон»          | 100     |
| 2019       | «Люксеон»                          | «Реал Фарма»                   | 5:1          | 12.09.2019    | «Іван–стадіон»          | 100     |